# Coupe de France de rugby à XIII 1938-1939
Vous lisez un « bon article » labellisé en 2023.
Navigation
Édition précédente Édition suivante
La Coupe de France de rugby à XIII 1938-1939 est la cinquième édition de la Coupe de France, compétition à élimination directe. Organisée par la Ligue française de rugby à XIII, elle met aux prises 15 clubs et voit la victoire du club de Perpignan le XIII Catalan au stade Chapou à Toulouse, qui bat en finale le Toulouse olympique XIII. Il s'agit du dernier vainqueur d'avant-guerre, puisque l'édition de 1940 n'ira pas à son terme puis le régime de Vichy prendra la décision d'interdire le rugby à XIII en France.
L'édition 1939 met aux prises les treize clubs de Championnat de France de première division auxquels se sont joints deux clubs amateurs rescapés de longues éliminatoires - Courbevoie et Saint-Gaudens. Ces quinze clubs s'affrontent à partir de huitièmes de finale à l'exception de RC Roanne qui en est excepté et fait son entrée dans la compétition en quart-de-finale à la suite de la défection de Dax XIII déclarant forfait pour la saison.

## Liste des équipes en compétition
| \| XIII Catalan Toulouse olympique XIII Bordeaux XIII RC Albigeois AS Carcassonne Saint-Gaudens SA Villeneuve CA Brive RC Narbonne Courbevoie US Lyon-Villeurbanne RC Roanne SU Cavaillon Côte basque XIII Pau XIII \| Clubs prenant part à la Coupe de France de rugby à XIII 1939. |
| XIII Catalan Toulouse olympique XIII Bordeaux XIII RC Albigeois AS Carcassonne Saint-Gaudens SA Villeneuve CA Brive RC Narbonne Courbevoie US Lyon-Villeurbanne RC Roanne SU Cavaillon Côte basque XIII Pau XIII                                                                     |

Lors de l'édition de cette Coupe de France prennent part pour la première fois les clubs de l'AS Carcassonne, du CA Brive, RC Narbonne et du SU Cavaillon. Ces cinq clubs auparavant affiliés à la Fédération française de rugby à XV ont décidé de rejoindre la Ligue française de rugby à XIII à compter de cette saison,. Il s'agit également de leur première participation aux deux clubs amateurs Courbevoie et Saint-Gaudens.
| Clubs de Première division (13) | Clubs amateurs (2)       |
| arrivent en 8e de finale        | arrivent en 8e de finale |
| ------------------------------- | ------------------------ |
| SA Villeneuve                   | Courbevoie               |
| AS Carcassonne                  | Saint-Gaudens            |
| Bordeaux XIII                   |                          |
| XIII Catalan                    |                          |
| Toulouse olympique XIII         |                          |
| RC Albigeois                    |                          |
| US Lyon-Villeurbanne            |                          |
| Côte basque XIII                |                          |
| SU Cavaillon                    |                          |
| CA Brive                        |                          |
| RC Narbonne                     |                          |
| Pau XIII                        |                          |
| arrive en quart-de-finale       | -                        |
| RC Roanne                       |                          |

## Déroulement de la compétition

### Tableau final
|  | Huitièmes de finale 12 mars 1939 | Huitièmes de finale 12 mars 1939 |                         |    | Quarts de finale 2 avril 1939 | Quarts de finale 2 avril 1939 |  |  | Demi-finales 7 mai 1939 | Demi-finales 7 mai 1939 |  |  | Finale 21 mai 1939 | Finale 21 mai 1939 |
|  | Huitièmes de finale 12 mars 1939 | Huitièmes de finale 12 mars 1939 |                         |    | Quarts de finale 2 avril 1939 | Quarts de finale 2 avril 1939 |  |  | Demi-finales 7 mai 1939 | Demi-finales 7 mai 1939 |  |  | Finale 21 mai 1939 | Finale 21 mai 1939 |
|  |                                  |                                  |                         |    |                               |                               |  |  |                         |                         |  |  |                    |                    |
|  | à Perpignan                      | à Perpignan                      |                         |    | à Carcassonne                 | à Carcassonne                 |  |  | à Carcassonne           | à Carcassonne           |  |  | à Toulouse         | à Toulouse         |
|  | à Perpignan                      | à Perpignan                      |                         |    | à Carcassonne                 | à Carcassonne                 |  |  | à Carcassonne           | à Carcassonne           |  |  | à Toulouse         | à Toulouse         |
|  | XIII Catalan                     | 25                               |                         |    | à Carcassonne                 | à Carcassonne                 |  |  | à Carcassonne           | à Carcassonne           |  |  | à Toulouse         | à Toulouse         |
|  | XIII Catalan                     | 25                               |                         |    | à Carcassonne                 | à Carcassonne                 |  |  | à Carcassonne           | à Carcassonne           |  |  | à Toulouse         | à Toulouse         |
|  | CA Brive                         | 10                               |                         |    | à Carcassonne                 | à Carcassonne                 |  |  | à Carcassonne           | à Carcassonne           |  |  | à Toulouse         | à Toulouse         |
|  | CA Brive                         | 10                               | XIII Catalan            | 16 |                               |                               |  |  | à Carcassonne           | à Carcassonne           |  |  | à Toulouse         | à Toulouse         |
|  | à Albi                           |                                  | XIII Catalan            | 16 |                               |                               |  |  | à Carcassonne           | à Carcassonne           |  |  | à Toulouse         | à Toulouse         |
|  |                                  | SA Villeneuve                    | 5                       |    |                               |                               |  |  | à Carcassonne           | à Carcassonne           |  |  | à Toulouse         | à Toulouse         |
|  | SA Villeneuve                    | SA Villeneuve                    | 5                       | 22 |                               |                               |  |  | à Carcassonne           | à Carcassonne           |  |  | à Toulouse         | à Toulouse         |
|  | SA Villeneuve                    | à Toulouse                       |                         | 22 |                               |                               |  |  | à Carcassonne           | à Carcassonne           |  |  | à Toulouse         | à Toulouse         |
|  | RC Narbonne                      | 12                               |                         |    |                               |                               |  |  | à Carcassonne           | à Carcassonne           |  |  | à Toulouse         | à Toulouse         |
|  | RC Narbonne                      | 12                               | XIII Catalan            | 12 |                               |                               |  |  |                         |                         |  |  | à Toulouse         | à Toulouse         |
|  | à Bordeaux                       |                                  | XIII Catalan            | 12 |                               |                               |  |  |                         |                         |  |  | à Toulouse         | à Toulouse         |
|  |                                  | Bordeaux XIII                    | 7                       |    |                               |                               |  |  |                         |                         |  |  | à Toulouse         | à Toulouse         |
|  | Bordeaux XIII                    | Bordeaux XIII                    | 7                       | 30 |                               |                               |  |  |                         |                         |  |  | à Toulouse         | à Toulouse         |
|  | Bordeaux XIII                    | à Bordeaux                       |                         | 30 |                               |                               |  |  |                         |                         |  |  | à Toulouse         | à Toulouse         |
|  | Courbevoie                       | 13                               |                         |    |                               |                               |  |  |                         |                         |  |  | à Toulouse         | à Toulouse         |
|  | Courbevoie                       | 13                               | Bordeaux XIII           | 8  |                               |                               |  |  |                         |                         |  |  | à Toulouse         | à Toulouse         |
|  | à Narbonne                       |                                  | Bordeaux XIII           | 8  |                               |                               |  |  |                         |                         |  |  | à Toulouse         | à Toulouse         |
|  |                                  | RC Albigeois                     | 3                       |    |                               |                               |  |  |                         |                         |  |  | à Toulouse         | à Toulouse         |
|  | RC Albigeois                     | RC Albigeois                     | 3                       | 5  |                               |                               |  |  |                         |                         |  |  | à Toulouse         | à Toulouse         |
|  | RC Albigeois                     | à Bordeaux                       |                         | 5  |                               |                               |  |  |                         |                         |  |  | à Toulouse         | à Toulouse         |
|  | US Lyon-Villeurbanne             | 0                                |                         |    |                               |                               |  |  |                         |                         |  |  | à Toulouse         | à Toulouse         |
|  | US Lyon-Villeurbanne             | 0                                | XIII Catalan            | 7  |                               |                               |  |  |                         |                         |  |  |                    |                    |
|  | à Narbonne                       |                                  | XIII Catalan            | 7  |                               |                               |  |  |                         |                         |  |  |                    |                    |
|  |                                  | Toulouse olympique XIII          | 3                       |    |                               |                               |  |  |                         |                         |  |  |                    |                    |
|  | Toulouse olympique XIII          | Toulouse olympique XIII          | 3                       | 15 |                               |                               |  |  |                         |                         |  |  |                    |                    |
|  | Toulouse olympique XIII          |                                  |                         | 15 |                               |                               |  |  |                         |                         |  |  |                    |                    |
|  | SU Cavaillon                     | 7                                |                         |    |                               |                               |  |  |                         |                         |  |  |                    |                    |
|  | SU Cavaillon                     | 7                                | Toulouse olympique XIII | 15 |                               |                               |  |  |                         |                         |  |  |                    |                    |
|  |                                  |                                  | Toulouse olympique XIII | 15 |                               |                               |  |  |                         |                         |  |  |                    |                    |
|  |                                  | RC Roanne                        | 3                       |    |                               |                               |  |  |                         |                         |  |  |                    |                    |
|  | RC Roanne                        | RC Roanne                        | 3                       |    |                               |                               |  |  |                         |                         |  |  |                    |                    |
|  | à Albi                           |                                  |                         |    |                               |                               |  |  |                         |                         |  |  |                    |                    |
|  |                                  |                                  |                         |    |                               |                               |  |  |                         |                         |  |  |                    |                    |
|  | Toulouse olympique XIII          | 20                               |                         |    |                               |                               |  |  |                         |                         |  |  |                    |                    |
|  | Toulouse olympique XIII          | 20                               | à Arcachon              |    |                               |                               |  |  |                         |                         |  |  |                    |                    |
|  |                                  | Côte Basque XIII                 | 15                      |    |                               |                               |  |  |                         |                         |  |  |                    |                    |
|  | Côte Basque XIII                 | Côte Basque XIII                 | 15                      | 24 |                               |                               |  |  |                         |                         |  |  |                    |                    |
|  | Côte Basque XIII                 |                                  |                         | 24 |                               |                               |  |  |                         |                         |  |  |                    |                    |
|  | Pau XIII                         | 8                                |                         |    |                               |                               |  |  |                         |                         |  |  |                    |                    |
|  | Pau XIII                         | 8                                | Côte Basque XIII        | 22 |                               |                               |  |  |                         |                         |  |  |                    |                    |
|  | à Carcassonne                    |                                  | Côte Basque XIII        | 22 |                               |                               |  |  |                         |                         |  |  |                    |                    |
|  |                                  | AS Carcassonne                   | 3                       |    |                               |                               |  |  |                         |                         |  |  |                    |                    |
|  | AS Carcassonne                   | AS Carcassonne                   | 3                       | 40 |                               |                               |  |  |                         |                         |  |  |                    |                    |
|  | AS Carcassonne                   |                                  |                         | 40 |                               |                               |  |  |                         |                         |  |  |                    |                    |
|  | Saint-Gaudens                    | 0                                |                         |    |                               |                               |  |  |                         |                         |  |  |                    |                    |
|  | Saint-Gaudens                    | 0                                |                         |    |                               |                               |  |  |                         |                         |  |  |                    |                    |

### Huitièmes-de-finale
| Bordeaux b Courbevoie    | 30-13 |
| Carcassonne b St-Gaudens | 40-0  |
| Toulouse b Cavaillon     | 15-7  |
| Villeneuve b Narbonne    | 22-12 |
| Côte basque b Pau        | 24-3  |
| XIII Catalan b Brive     | 25-10 |
| Lyon b Albi              | 5-0   |

Les huitièmes de finale, premier tour de cette édition de Coupe de France, se jouent le 12 mars 1939. Le RC Roanne, en sa qualité de tenant du titre est exempté de ce premier tour qui met aux prises quatorze équipes. Les rencontres de ces huitièmes n'ont débouché sur aucune surprise notable et ont respecté les pronostics. La rencontre entre l'US Lyon-Villeurbanne et le RC Albigeois, deux équipes de niveau similaire, est la seule rencontre qui fut indécise, et le score de 8-8 oblige les deux équipes à disputer un second match pour se départager que Lyon remporte 5-0. Les amateurs du RC Courbevoie emmenés par Roger Claudel obligent les professionnels de Bordeaux XIII à disputer la rencontre avec sérieux, tout comme l'AS Carcassonne face aux amateurs de Saint-Gaudens. Le seul fait notable est le comportement de certains joueurs n'ayant pas su maîtriser leurs nerfs comme les expulsions de Joseph Carrère de Narbonne ou Sylvain Bès de Toulouse.

### Quarts-de-finale
Les quarts-de-finales de la Coupe ont lieu le dimanche 2 avril 1939.
| Quart-de-finale Dimanche 2 avril 1939 | XIII Catalan                                                        | 16 - 5 (10 - 5) | SA Villeneuve                               | Carcassonne |
| Quart-de-finale Dimanche 2 avril 1939 | Essai(s) : 4 Quéroli, Bosc, Danoy, Fabre Transformation(s) : 2 Bosc |                 | Essai(s) : 1 Lacaze Pénalité(s) : 1 Puyuelo | Carcassonne |
| Quart-de-finale Dimanche 2 avril 1939 |                                                                     |                 |                                             | Carcassonne |

Les deux clubs se sont affrontés le week-end précédent en Championnat avec une victoire du SA Villeneuve, toutefois le savoir-faire du XIII Catalan dans des matchs couperets qu'offre la Coupe de France le place en favori. Les Catalans dès le coup d'envoi s'installent dans le camp villeneuvois et dominent territorialement de manière outrageuse. La première mi-temps les voit se détacher facilement 10-5 où des essais de Jean Queroli et d'Émile Bosc ont répondu à l'essai de Villeneuve d'André Lacaze. La seconde mi-temps voit les Catalans inscrire deux nouveaux essais par Ferdinand Danoy et Fabre, ce dernier sur un exploit individuel de Rivière. Les avants catalans emmenés par André Gau éteignent toutes les velléités offensives de Villeneuve où Étienne Cougnenc, Maurice Brunetaud et Pierre Brinsolles n'ont pu jamais prendre l'avantage et créer de différence.
| Quart-de-finale Dimanche 2 avril 1939 | Bordeaux XIII                                                                               | 8 - 3 (5 - 3) | RC Albigeois                                               | Stade des Minimes, Toulouse |
| Quart-de-finale Dimanche 2 avril 1939 | Essai(s) : 1 Labrousse, Cazaux Transformation(s) : 1 Desclaux Carton(s) rouge(s) : Larroche |               | Essai(s) : 1 Barran Carton(s) rouge(s) : Gimenez, Claverie | Stade des Minimes, Toulouse |
| Quart-de-finale Dimanche 2 avril 1939 |                                                                                             |               |                                                            | Stade des Minimes, Toulouse |

Au stade des Minimes de Toulouse sur un temps pluvieux, Bordeaux XIII, emmené par Raoul Bonamy et Joseph Desclaux, part avec les faveurs des pronostics à l'égard du RC Albigeois. Champion de France en titre, le RC Albigeois ne connaît pas cette saison la même réussite malgré un jeu d'avants plus complets que du côté bordelais. Mais ce dernier a dressé un mur défensif en début de partie dans l'attente d'une ouverture et porter l'estocade à un moment favorable. Albi entreprend, attaque, s'installe dans le camp bordelais mais ce dernier ouvre la marque sur une contre-attaque avec un essai de Labrousse  transformé par Desclaux, c'est ainsi que Bordeaux avec forte résistance inscrit son premier essai sans donner vraiment de possibilités aux Albigeois de croire en leurs chances, Albi répond par un essai non transformé de Robert Barran envoyant les deux équipes au vestiaire pour la mi-temps sur le score de 5-3 pour Bordeaux. Albi, à la reprise du second acte, pousse et oblige Bordeaux à être retranché dans son camp, le tout avec un excès de violence qui oblige l'arbitre à expulser deux Albigeois Gimenez et Claverie. Dès lors, l'avantage numérique profite à Bordeaux qui marque un second essai par Cazaux et remporte le match 8-3 où Desclaux est considéré comme l'homme du match.
| Quart-de-finale Dimanche 2 avril 1939 16h00 | Toulouse Olympique XIII                                  | 15 - 3 (10 - 0) | RC Roanne              | Bordeaux 10 000 spectateurs |
| Quart-de-finale Dimanche 2 avril 1939 16h00 | Essai(s) : 3 Saris, Bès Transformation(s) : 2 Chevallier |                 | Essai(s) : 1 H. Gibert | Bordeaux 10 000 spectateurs |
| Quart-de-finale Dimanche 2 avril 1939 16h00 |                                                          |                 |                        | Bordeaux 10 000 spectateurs |

À Bordeaux, le Toulouse Olympique XIII présente l'un des packs d'avants les plus redoutés de France, toutefois le RC Roanne, tenant du titre et leader du Championnat, compte sur ses animateurs offensifs pour remporter la partie. Cette rencontre a été avant tout un duel d'avants émaillés d'accrochages aux séquences de jeu heurtées. L'arrière roannais Gabriel Clément rate son début de rencontre, ce dont profitent les Toulousains pour marquer rapidement deux essais avant le quart d'heure de jeu. Une fois devant au score, les Toulousains s'en sont remis alors à leur pack d'avant pour contrer et annihiler toutes les offensives roannaises qui jamais n'ont pu espérer ou combler l'écart de points, plombé par les premières minutes de cette rencontre. Les deux joueurs à citer pour honorer cette équipe toulousaine sont l'arrière Marcel Teychenné et le demi de mêlée Sylvain Bès.
| Quart-de-finale Dimanche 2 avril 1939 | Côte basque XIII | 22 - 3 (7 - 0) | AS Carcassonne     | Albi Arbitre : M. Barbé |
| Quart-de-finale Dimanche 2 avril 1939 | Essai(s) : 4 Cussac, Audurau, Puchulu, Sanz Transformation(s) : 3 Audurau Pénalité(s) : 1 Audurau Drop(s) : 1 Audurau |                | Essai(s) : 1 Fabre | Albi Arbitre : M. Barbé |
| Quart-de-finale Dimanche 2 avril 1939 | |                |                    | Albi Arbitre : M. Barbé |

Côte basque XIII a prouvé par le passé son efficacité en Coupe malgré des résultats en dents de scie en Championnat, cette équipe sachant mieux que quiconque élever son niveau de jeu lors des joutes de la Coupe (vainqueur en 1936, demi-finale en 1938). Cette rencontre, disputée à Albi, semble ainsi équilibrée. L'AS Carcassonne a pu compter durant toute la rencontre sur sa supériorité à la mêlée mais n'a pas su développer le jeu à la main contrairement à des Basques qui petit à petit ont su construire leur succès sur les coups de pied d'Henri Audurau et la qualité de leur jeu à la main permettant l'inscription de quatre essais au total. Carcassonne n'a pu inscrire qu'un unique essai durant la partie et se voit infliger un score sévère de 22-3.

### Demi-finales
Les demi-finales de la Coupe ont lieu le dimanche 7 mai 1939, une semaine après les demi-finales du Championnat.
| Demi-finale Dimanche 7 mai 1939 | XIII Catalan                                                                                                  | 12 - 7 (2 - 2) | Bordeaux XIII                                                              | Stade de la pépinière, Carcassonne Arbitre : M. Peels |
| Demi-finale Dimanche 7 mai 1939 | Essai(s) : 2 essai de pénalité et Rivière Transformation(s) : 2 Bosc Pénalité(s) : 1 Bosc Discipline :1 Porra |                | Essai(s) : 1 Dehès Transformation(s) : 1 Desclaux Pénalité(s) : 1 Desclaux | Stade de la pépinière, Carcassonne Arbitre : M. Peels |
| Demi-finale Dimanche 7 mai 1939 | |                |                                                                            | Stade de la pépinière, Carcassonne Arbitre : M. Peels |

La première demi-finale oppose deux équipes qui ont longtemps lutté pour la quatrième place du Championnat enlevée par Bordeaux XIII, toutefois, unique club à être présent en demi-finale des deux grandes compétitions françaises, ce dernier a livré une partie de haute tenue contre le RC Roanne le week-end précédant et présente un visage fatigué face au XIII Catalan. La rencontre se dispute sur terrain neutre à Carcassonne. Pour arriver en demi-finale, le Bordeaux XIII a écarté les amateurs de Courbevoie et le RC Albigeois, de son côté le XIII Catalan s'était défait des néophytes du XIII le CA Brive puis du SA Villeneuve.
Bordeaux compte de nombreux absents dont notamment son talonneur André Saubion, l'arrière François Nouel et l'ailier Cyprien Estoueigt. Sous un temps épouvantable, ces circonstances climatiques n'ont pas permis aux équipes de pouvoir livrer une performance de qualité, si bien qu'à la mi-temps le score n'est alors que de 2-2. C'est finalement la mêlée qui fait pencher la rencontre en faveur des Catalans grâce à leur pack d'avants permettant d'inscrire deux essais dont un de pénalité, accompagnée de la performance de leur arrière François Noguères en véritable animateur offensif. Le jeu bordelais a souffert de la puissance du pack catalan, découragé de n'avoir pu inverser la tendance, s'inclinant seulement 12-7.
| Demi finale Dimanche 7 mai 1939 | Toulouse olympique XIII | 20 - 15 (4 - 10) | Côte basque XIII                                                  | Bordeaux |
| Demi finale Dimanche 7 mai 1939 | Essai(s) : 4 Sahuc, Duprat, Brané, Saris Pénalité(s) : 3 Bès, Chevallier (2) Drop(s) : 1 Labat Carton(s) rouge(s) : Sabatier (10e) |                  | Essai(s) : 3 Lacourt, Sanz, Puchulu Transformation(s) : 3 Audurau | Bordeaux |
| Demi finale Dimanche 7 mai 1939 | |                  |                                                                   | Bordeaux |

La seconde demi-finale oppose deux équipes n'ayant pu se qualifier pour les demi-finales du Championnat, distancées rapidement des premières places qualificatives pour les demi-finales. Elles s'appuient sur les mêmes armes misant notamment sur leurs avants et ont toutes deux misés sur la Coupe de France en cette fin de saison. La rencontre se dispute sur terrain neutre à Bordeaux. Pour arriver en demi-finale, le Toulouse olympique XIII a éliminé le SU Cavaillon et le grand favori RC Roanne, de son côté Côte basque XIII s'était défait des amateurs de Saint-Gaudens puis de l'AS Carcassonne.
La rencontre, disputée le 7 mai 1939, est dans l'ensemble décousue. Toulouse dut rapidement jouer à douze à la suite de l'expulsion en début de partie de Sabatié, mais Côte basque n'a pas su profiter de cet avantage numérique se heurtant à une solide défense. Toulouse mise également sur les talents individuels pour renverser le score à un moment où Côte basque compte six unités d'avance. Le meilleur élément toulousain a été l'arrière Marcel Teychenné suivi du demi de mêlée Sylvain Bès et de son coup de botte. Côté basque, les avants ont été plutôt bons à l'image d'Antoine Blain mais seul David Zabaleta secondé par Henri Audurau et Laclédère animèrent les offensives. Côte basque mène 10-4 à la mi-temps, à la reprise un essai d'André Duprat renverse le score pour Toulouse qui le garde jusqu'au bout avec un essai de Raphaël Saris scellant un avantage définitif pour Toulouse 20-10 avant un ultime sursaut par Puchulu en toute fin de match.

### Finale - 21 mai 1939

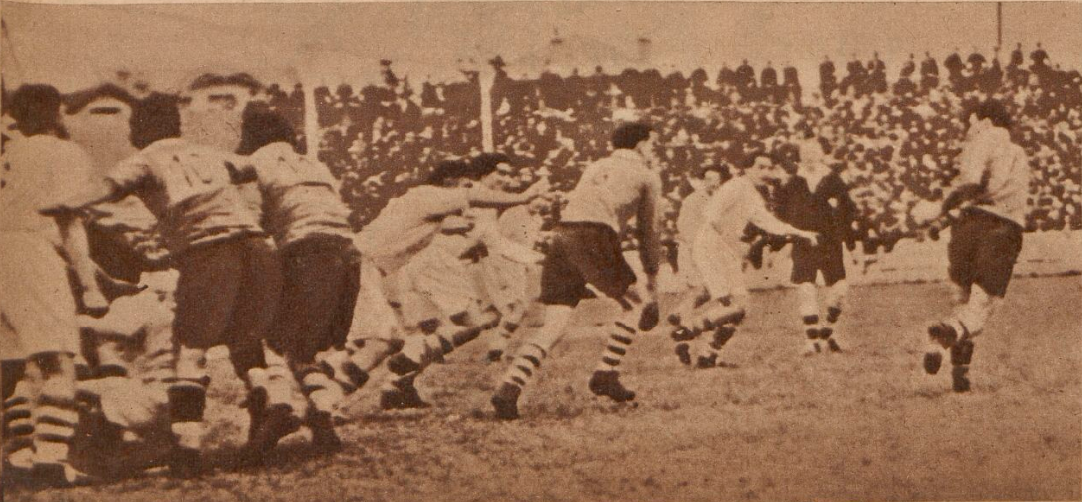
Au stade Chapou à Toulouse, Le XIII Catalan s'impose 7-3 en finale de la Coupe de France contre le Toulouse olympique XIII. Sylvain Bès en sortie de mêlée lance l'attaque qui mènera à l'unique essai de la rencontre.

(mt : 2 - 3)
Points marqués :
- XIII Catalan : 1 essai de Bosc ; 2 pénalités de Noguères (38e et 50e)
- Toulouse  : 1 essai de Bès (35e)

Évolution du score : 0-3, 2-3 (mi-temps), 4-3, 7-3.
Arbitre :  M. Wally Webb
Affluence : environ 18 000 spectateurs
Recette : 135 000 francs
Composition des équipes :
- XIII Catalan : François Noguères - Joseph Ollet, Raoul Lavagne, Émile Bosc, Jep Maso - Augustin Saltraille (o), Roger Vaills (m) - André Bruzy, Jean Queroli, François Forma, Molins, Ferdinand Danoy, François Rivière - Entraîneur : Roger Ramis
- Toulouse : Marcel Teychenné - Georges Bentouré, André Duprat, Frantz Sahuc, Raphaël Saris - Jean Labat (o), Sylvain Bès (m) - Jean Avignon, Georges Chevallier, Germain Tournier, Alexandre Salat, Jean Londaitsbéhère, René Barthère - Entraîneur :

Le Toulouse olympique XIII dispute sa première finale de Coupe de France dans sa ville au stade Chapou, habituel terrain du Toulouse OEC, qui accueille pour la première fois le rugby à XIII à la suite d'un accord entre la Ligue Française de rugby à XIII et le propriétaire du stade Monsieur Mortera avec l'aide de deux dirigeants de rugby à XV MM. Albert Ginesty et Jean Delbert, voyant ici un signe que la guerre des Rugbys était terminée à Toulouse. Le XIII Catalan, qui dispute sa troisième finale de Coupe de France de son histoire, a battu Brive, Villeneuve-sur-Lot et Bordeaux pour parvenir en finale, à l'instar de Toulouse qui a éliminé quant à lui Cavaillon, Roanne et Côte basque. Les deux équipes finalistes ne sont pas parvenues à se qualifier en demi-finale du Championnat de France terminant respectivement cinquième et sixième à égalité de points.

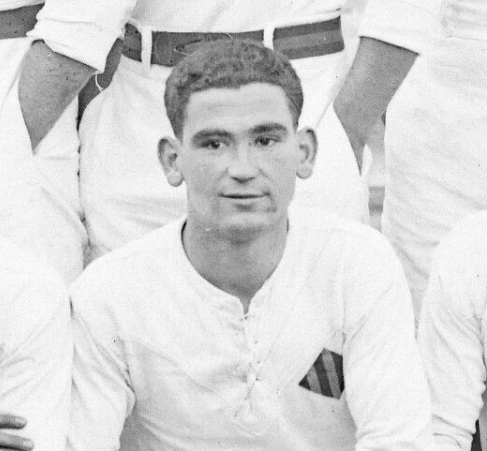
Le Catalan François Noguères est vu comme le meilleur joueur de la finale.

Côté toulousain, il y a de nombreux absents à l'image de Louis Brané, international français habituel titulaire chez les avants, qui ne peut être présent en raison de l'opposition de son nouvel employeur. Cuisinier dans la vie civile, Brané avait répondu positivement à une offre du restaurant de l'exposition universelle de Bruxelles à qui il leur avait demandé un délai pour disputer la demi-finale. Acquis pour la demi-finale, son nouvel employeur s'est opposé à une prolongation de ce délai pour la finale. D'autres absents sont à relever côté toulousain avec Sabatier, sous le coup d'une sanction, et Adrien Maurel, malade, trois absents composant le pack toulousain. Le XIII catalan est quant à lui privé de Fabre, Maurice Porra, suspendu, et André Gau.
Cette rencontre marque ainsi une opposition entre deux équipes de niveau égal. La première mi-temps est à l'avantage de Toulouse et de ses avants qui mène à la mi-temps 3-2 sur un essai de Sylvain Bès à la 35e minute. Ce dernier ouvre en sortie de mêlée sur Labat qui redouble avec Frantz Sahuc pour un essai de Bès qui n'est pas transformé. Côté catalan, François Noguères marque une pénalité en réplique immédiate. Toulouse domine clairement cette première période, obtenant de nombreux ballons via les mêlées et en exécutant un jeu ouvert avec l’utilisation à de nombreuses reprises de coups de pied. Toutefois, leur demi d'ouverture Jean Labat sort définitivement avant la mi-temps en raison d'une blessure au genou laissant des regrets aux toulousains pour avoir laissé échapper de nombreux points dans ce premier acte maîtrisé, en raison d'un mauvais usage du ballon par ses trois-quarts et d'une solide défense catalane pour ne mener que 3-2. En effet au retour des vestiaires, Toulouse évolue désormais à douze sur le terrain, et le catalan Noguères, excellent contreur sur les coups de pied à suivre abusivement utilisés par les Toulousains, devient alors l'homme décisif de la rencontre en marquant une seconde pénalité à la 50e minute puis en débouchant par une longue relance et ses crochets pour lancer Émile Bosc à l'unique essai de la rencontre. Le XIII Catalan remporte sa première Coupe de France 7-3.
En lever de rideau, les juniors de Villeneuve remportent le titre 29-17 contre les juniors de Toulouse.